# Boxe nos Jogos Pan-Americanos de 2019 - Peso mosca-ligeiro
A categoria até 49 kg ou mosca-ligeiro do boxe nos Jogos Pan-Americanos de 2019, foi disputada entre 29 e 2 de agosto na Villa Desportiva Regional de Callao, no Coliseu Miguel Grau.

## Calendário
Horário local (UTC-5).
| Data        | Horário | Fase             |
| ----------- | ------- | ---------------- |
| 29 de julho | 14:00   | Quartas-de-final |
| 30 de julho | 18:30   | Semifinal        |
| 2 de agosto | 19:00   | Final            |

## Medalhistas
| Ouro   | PUR Nich Óscar Collazo          |
| Prata  | COL Yuberjén Martínez           |
| Bronze | NCA Kevin Arias CUB Damián Arce |

## Resultados
Os resultados foram os seguintes. 

### Chave
|  | Quartas de final      | Quartas de final      | Quartas de final |  |  | Semifinal             | Semifinal             | Semifinal         |   |                       | Final                 | Final | Final |
|  |                       |                       |                  |  |  |                       |                       |                   |   |                       |                       |       |       |
|  | COL Yuberjen Martínez | COL Yuberjen Martínez | 5                |  |  |                       |                       |                   |   |                       |                       |       |       |
|  | DOM Mario Lavegar     | DOM Mario Lavegar     | 0                |  |  | COL Yuberjen Martínez | COL Yuberjen Martínez | 5                 |   |                       |                       |       |       |
|  | BRA Ronaldo Bezerra   | BRA Ronaldo Bezerra   | 2                |  |  | NCA Kevin Arias       | NCA Kevin Arias       | 0                 |   |                       |                       |       |       |
|  | NCA Kevin Arias       | NCA Kevin Arias       | 3                |  |  |                       |                       |                   |   | COL Yuberjen Martínez | COL Yuberjen Martínez | 1     |       |
|  | CUB Damián Arce       | CUB Damián Arce       | 5                |  |  |                       | PUR Oscar Collazo     | PUR Oscar Collazo | 4 |                       |                       |       |       |
|  | PER William Peña      | PER William Peña      | 0                |  |  | CUB Damián Arce       | CUB Damián Arce       | 1                 |   |                       |                       |       |       |
|  | ECU Luis Delgado      | ECU Luis Delgado      | 0                |  |  | PUR Oscar Collazo     | PUR Oscar Collazo     | 4                 |   |                       |                       |       |       |
|  | PUR Oscar Collazo     | PUR Oscar Collazo     | 5                |  |  |                       |                       |                   |   |                       |                       |       |       |
|  |                       |                       |                  |  |  |                       |                       |                   |   |                       |                       |       |       |
|  |                       |                       |                  |  |  |                       |                       |                   |   |                       |                       |       |       |